# Agence francophone pour l'intelligence artificielle
Pour l’article homonyme, voir AFRIA.
L'Agence francophone de l'intelligence artificielle (AFRIA) est  une fondation internationale basée à Genève, Suisse. Elle est représentée à Paris par AFRIA France, une association loi de 1901 qui regroupe  en son sein des acteurs du secteur privé, public et des ONG. Elle est établie juridiquement comme une fondation d'utilité publique à Genève depuis le 1er août 2020. Elle a pour président Dr. Eric Adja,,,. Sa mission, selon son président est d'accompagner les pays du monde qui ont en partage la langue française et plus particulièrement les pays d'Afrique francophone dans l'intégration maîtrisée de l'intelligence artificielle et des technologies liées au numérique de sorte qu'elles se mettent au service d'un développement à la fois intégral et durable des personnes et de l'écologie,,

## Création
C’est le 14 novembre 2019 à Paris dans les locaux du Centre des hautes études du ministère français de l’Intérieur (CHEMI) que l'agence a vu le jour,.

## But et mission
La mission principale de l'AFRIA est d'aider les pays francophones et plus particulièrement les pays d'Afrique francophone à intégrer de façon maitrisée l'intelligence artificielle et les technologies de l'information et de la communication dans la perspective que cela participe au développement intégral et durable des personnes et de l'écologie. Sur le sujet, lors d'un forum organisé par l’Unesco à Ben Guerir au Maroc les 12 et 13 décembre 2018, le président de l'Agence affirmait que:  «(...) la solution pour l’Afrique, mais aussi pour l’Europe, ne peut que passer par un partenariat stratégique. L’Afrique y a intérêt pour s’offrir un modèle de développement qui lui ressemble. L’Europe aussi, car si nous laissons les Américains ou les Chinois prendre en main le cyberespace africain, nous leur donnons les clés du destin de l’Europe (...)»,.
Ainsi, le président de l'AFRIA invite les pays d'Europe et ceux d'Afrique francophone en particulier à adopter des stratégies nationales en matière d’intelligence artificielle et cela de façon commune. L'Agence francophone pour l'intelligence artificielle se veut humaniste parce qu'elle profite avant tout aux populations d'Afrique francophone et leur proche environnement; inclusive parce qu'elle s'adresse à tout le monde que ce soit les pouvoirs publics, privé, la société civile, les milieux académiques, les collectivités locales, sans tenir compte leur de fonction, leur âge, leur statut ou leur genre, souveraine parce que, pour que les pays africains soient vraiment souverains, il faudrait les aider à renforcer leurs capacités à maîtriser les compétences scientifiques, technologiques et industrielles relatives aux technologies de l’intelligence artificielle.